# Frenkel Jicchok
Frenkel Jicchok (? – Nagykároly, 1835) szántói, majd nagykárolyi rabbi.

## Élete
Tanítványa volt Moses Schreibernek. Szántóra választották meg rabbinak, majd Nagykárolyba került. Ott is halt meg 1835-ben. 1806-ban jelent meg Zeved Tov című munkája az aguna-kérdésről Żółkiewben.